# Оберукерзее
Оберукерзее (нім. Oberuckersee (Gemeinde)) — громада у Німеччині, у землі Бранденбург.
Входить до складу району Укермарк. Підпорядковується управлінню Грамцов. Населення — 1 763 мешканці (на 31 грудня 2010). Площа — 84,91 км². Офіційний код — 12 0 73 430.

## Населення
| Рік  | Населення |
| ---- | --------- |
| 2005 | 1943      |
| 2010 | 1803      |